# マスウード・ソルタニファル
マスウード・ソルタニファル（ペルシア語: مسعود سلطانی‌فر、1960年2月5日 - ）は、イランの政治家、歴史家であり、2016年11月1日から現在までのスポーツ・青年大臣。テヘラン出身。
これまでに以前に務めた役職は、文化遺産・手工芸・観光庁長官、テヘラン市議会議員、ギーラーン州知事、体育教育庁副長官などである。
ハサン・ロウハーニー政権でスポーツ・青年大臣の候補にあがり、議会で否決されたが、その後、 2016年10月に再び同じ役職に指名され、新しい議会によって承認された。
国民信頼党および、中庸と発展党 のメンバーでもある。